# Lisne, Kiev-Sveatoșîn
Lisne (în ucraineană Лісне) este un sat în comuna Șpîtkî din raionul Kiev-Sveatoșîn, regiunea Kiev, Ucraina.

## Demografie
Componența lingvistică a localității Lisne
     Ucraineană (97,74%)
     Rusă (2,04%)
Conform recensământului din 2001, majoritatea populației localității Lisne era vorbitoare de ucraineană (97,74%), existând în minoritate și vorbitori de rusă (2,04%).